# Міраводай-Таміл (Грама Ніладхарі)
Грама Ніладхарі Міраводай-Таміл (№ 202) — Грама Ніладхарі підрозділу ОС Коралай-Патту, округ Баттікалоа, Східна провінція, Шрі-Ланка.

## Демографія
| Населення (2007) | Населення (2007) | Населення (2007) | Населення (2007) | Населення (2007) |
| Населення        | Чоловіки         | Жінки            | Діти             | Дорослі          |
| ---------------- | ---------------- | ---------------- | ---------------- | ---------------- |
| 831              | 407              | 424              | 378              | 453              |